# Велики Поточец
Велики Поточец је насељено место у саставу града Крижеваца у Копривничко-крижевачкој жупанији, Република Хрватска.

## Историја
До територијалне реорганизације у Хрватској налазио се у саставу бивше велике општине Крижевци.

## Становништво
На попису становништва 2011. године, Велики Поточец је имао 399 становника.

## Попис1991.
На попису становништва 1991. године, насељено место Велики Поточец је имало 423 становника, следећег националног састава:
| Попис 1991.‍  | Попис 1991.‍  | Попис 1991.‍ | Попис 1991.‍ | Попис 1991.‍ |
| ------------ | ------------ | ----------- | ----------- | ----------- |
|              |              |             |             |             |
| Хрвати       | Хрвати       |             | 406         | 95,98%      |
| Југословени  | Југословени  |             | 1           | 0,23%       |
| Македонци    | Македонци    |             | 1           | 0,23%       |
| Срби         | Срби         |             | 1           | 0,23%       |
| неопредељени | неопредељени |             | 5           | 1,18%       |
| непознато    | непознато    |             | 9           | 2,12%       |
| укупно: 423  |              |             |             |             |